# Vibrissina buckelli
Vibrissina buckelli är en tvåvingeart som först beskrevs av Charles Howard Curran 1926.  Vibrissina buckelli ingår i släktet Vibrissina och familjen parasitflugor.
Artens utbredningsområde är British Columbia. Inga underarter finns listade i Catalogue of Life.